# Ángel Sepúlveda
Ángel Sepúlveda (Apatzingán, Michoacán, México, 15 de febrero de 1991) es un futbolista mexicano que juega de delantero y su equipo actual es el Club de Fútbol Cruz Azul de la Primera División de México.

## Trayectoria
Sepúlveda es egresado de los Monarcas Morelia. El 19 de septiembre de 2010, en un partido contra el Atlante, debutó en la Primera División de México, reemplazando en el segundo tiempo a José Antonio Noriega. El 13 de abril de 2011, en un partido contra los Jaguares de Chiapas, marcó su primer gol con el Morelia. En 2012, para adquirir experiencia como jugador, se trasladó cedido a los Toros Neza. El 1 de septiembre, en un partido contra los Estudiantes Tecos, Sepúlveda debutó con el nuevo equipo. El 24 de abril de 2013, en un partido contra los Lobos de la BUAP, marcó su primer gol con los Toros Neza.
En el verano del mismo año, Sepúlveda se mudó al Atlante. El 21 de julio, en un partido contra el León, debutó con el club de Cancún. Una semana después, en un partido contra el Veracruz, anotó su primer gol con el Atlante.
En julio de 2014, Sepúlveda se unió al Querétaro luego de que su equipo descendiera de la élite. El 19 de julio, en un partido contra los Pumas de la UNAM, debutó con el nuevo equipo. En el mismo partido, anotó su primer gol con el Querétaro. Al final de la temporada, Sepúlveda ayudó al club a conseguir el segundo puesto del campeonato. El 2 de marzo de 2016, en el partido de la Liga de Campeones de la Concacaf contra el D.C. United estadounidense, marcó un gol. En el verano de 2017, Sepúlveda regresó a los Monarcas Morelia
En 2018 se unió al club Guadalajara jugando tan solo 5 partidos de liga y 5 partidos de pretemporada obteniendo solo 1 gol y 1 asistencia 
Tras anotar 3 goles en el Apertura 2023 con los Gallos Blancos, fue anunciado como nuevo jugador del Club de Fútbol Cruz Azul para dicho torneo.
En 2025, ganó junto al Club de Fútbol Cruz Azul la Liga de Campeones de la Concacaf edición 2025, terminando como goleador de dicho torneo con 9 goles. Además, se llevó el premio al Mejor Jugador de la Concacaf con un total de 11 participaciones de gol (9 goles y 2 asistencias), incluidos dos goles en la final.

## Estadísticas
Actualizado al último partido jugado el 16 de agosto de 2025.
| C. A. Monarcas Morelia · México |               |               |     |    |    |    |    |    |    |    |     |     |     |    |
| 1.ª | 2010-11       | 5             | 1   | 0  | -  | -  | -  | -  | -  | -  | 5   | 1   | 0   |    |
| 1.ª | 2011-12       | 15            | 3   | 2  | -  | -  | -  | 7  | 3  | 0  | 22  | 6   | 2   |    |
| 1.ª | 2012          | 5             | 0   | 0  | 6  | 2  | 3  | -  | -  | -  | 11  | 2   | 3   |    |
| Total club | Total club    | 25            | 4   | 2  | 6  | 2  | 3  | 7  | 3  | 0  | 38  | 9   | 5   |    |
| Toros Neza · México |               |               |     |    |    |    |    |    |    |    |     |     |     |    |
| 2.ª | 2012-13       | 19            | 2   | 0  | 4  | 1  | 0  | -  | -  | -  | 23  | 3   | 0   |    |
| Total club | Total club    | 19            | 2   | 0  | 4  | 1  | 0  | 0  | 0  | 0  | 23  | 3   | 0   |    |
| C. F. Atlante · México |               |               |     |    |    |    |    |    |    |    |     |     |     |    |
| 1.ª | 2013-14       | 29            | 6   | 5  | 5  | 2  | 0  | -  | -  | -  | 34  | 8   | 5   |    |
| Total club | Total club    | 29            | 6   | 5  | 5  | 2  | 0  | 0  | 0  | 0  | 34  | 8   | 5   |    |
| Querétaro F. C. · México |               |               |     |    |    |    |    |    |    |    |     |     |     |    |
| 1.ª | 2014-15       | 37            | 6   | 5  | 9  | 3  | 0  | -  | -  | -  | 46  | 9   | 5   |    |
| 1.ª | 2015-16       | 23            | 3   | 2  | -  | -  | -  | 6  | 1  | 2  | 29  | 4   | 4   |    |
| 1.ª | 2016-17       | 27            | 2   | 2  | 5  | 1  | 0  | -  | -  | -  | 32  | 3   | 2   |    |
| 1.ª | 2020-21       | 34            | 9   | 8  | -  | -  | -  | -  | -  | -  | 34  | 9   | 8   |    |
| 1.ª | 2022          | 17            | 5   | 0  | -  | -  | -  | -  | -  | -  | 17  | 5   | 0   |    |
| 1.ª | 2022-23       | 29            | 6   | 2  | -  | -  | -  | -  | -  | -  | 29  | 6   | 2   |    |
| 1.ª | 2023-24       | 4             | 3   | 0  | -  | -  | -  | 5  | 2  | 1  | 9   | 5   | 1   |    |
| Total club | Total club    | 171           | 34  | 19 | 14 | 4  | 0  | 11 | 3  | 3  | 196 | 41  | 22  |    |
| C. A. Monarcas Morelia · México | 1.ª           | 2017-18       | 37  | 5  | 3  | 4  | 2  | 1  | -  | -  | -   | 41  | 7   | 4  |
| C. A. Monarcas Morelia · México | Total club    | Total club    | 37  | 5  | 3  | 4  | 2  | 1  | 0  | 0  | 0   | 41  | 7   | 4  |
| C. D. Guadalajara · México |               |               |     |    |    |    |    |    |    |    |     |     |     |    |
| 1.ª | 2018          | 5             | 0   | 0  | 5  | 1  | 1  | -  | -  | -  | 10  | 1   | 1   |    |
| Total club | Total club    | 5             | 0   | 0  | 5  | 1  | 1  | 0  | 0  | 0  | 10  | 1   | 1   |    |
| C. Necaxa · México |               |               |     |    |    |    |    |    |    |    |     |     |     |    |
| 1.ª | 2019          | 19            | 2   | 2  | 0  | 0  | 0  | -  | -  | -  | 19  | 2   | 2   |    |
| 1.ª | 2021          | 10            | 0   | 2  | -  | -  | -  | -  | -  | -  | 10  | 0   | 2   |    |
| Total club | Total club    | 29            | 2   | 4  | 0  | 0  | 0  | 0  | 0  | 0  | 29  | 2   | 4   |    |
| C. Tijuana · México |               |               |     |    |    |    |    |    |    |    |     |     |     |    |
| 1.ª | 2019-20       | 19            | 2   | 1  | 7  | 0  | 2  | 1  | 0  | 0  | 27  | 2   | 3   |    |
| Total club | Total club    | 19            | 2   | 1  | 7  | 0  | 2  | 1  | 0  | 0  | 27  | 2   | 3   |    |
| Cruz Azul · México |               |               |     |    |    |    |    |    |    |    |     |     |     |    |
| 1.ª | 2023-24       | 33            | 9   | 5  | 0  | 0  | 0  | -  | -  | -  | 33  | 9   | 5   |    |
| 1.ª | 2024-25       | 39            | 14  | 2  | 0  | 0  | 0  | 11 | 9  | 2  | 50  | 23  | 4   |    |
| 1.ª | 2025-26       | 5             | 5   | 1  | 0  | 0  | 0  | 3  | 0  | 0  | 8   | 5   | 1   |    |
| Total club | Total club    | 77            | 28  | 8  | 0  | 0  | 0  | 14 | 9  | 2  | 91  | 37  | 10  |    |
| Total carrera | Total carrera | Total carrera | 410 | 83 | 42 | 45 | 12 | 7  | 33 | 15 | 5   | 485 | 111 | 54 |
| (1)Incluye datos de la Copa México y Campeón de Campeones (2012-Act.) (2)Incluye datos de la Liga de Campeones de la Concacaf (2011-Act.) |               |               |     |    |    |    |    |    |    |    |     |     |     |    |

## Selección nacional

### Selección absoluta
| Club               | País   | PJ | Goles | Periodo         |
| ------------------ | ------ | -- | ----- | --------------- |
| Selección mexicana | México | 11 | 3     | 2016 - Presente |

El 2 de septiembre de 2016 Sepúlveda debutó con México en un partido de clasificación para el Mundial de 2018 ante El Salvador. Apareció en el once inicial y marcó un gol, el partido terminó con marcador de 3:1 a favor de los mexicanos.
En la Copa de Oro de la Concacaf 2017 disputó partidos contra El Salvador, Curazao, Honduras y Jamaica. En el partido contra la selección de Curazao, Sepúlveda marcó un gol.

### Participaciones en Copa Oro de la Concacaf
| Copa                            | Sede           | Resultado   | Partidos |
| ------------------------------- | -------------- | ----------- | -------- |
| Copa de Oro de la Concacaf 2017 | Estados Unidos | Semifinales | 4        |

### Goles internacionales
| Gol | Fecha                   | Sede                                   | Oponente    | Marcador | Resultado | Competición                                            |
| --- | ----------------------- | -------------------------------------- | ----------- | -------- | --------- | ------------------------------------------------------ |
| 1.  | 2 de septiembre de 2016 | Cuscatlán, San Salvador, El Salvador   | El Salvador | 2–1      | 3–1       | Clasificación de Concacaf para la Copa Mundial de 2018 |
| 2.  | 16 de julio de 2017     | Alamodome, San Antonio, Estados Unidos | Curazao     | 1–0      | 2–0       | Copa Oro de la Concacaf 2017                           |

## Palmarés

### Campeonatos nacionales
| Título  | Club      | País   | Año  |
| ------- | --------- | ------ | ---- |
| Copa MX | Querétaro | México | 2016 |

### Campeonatos internacionales
| Título                           | Club                     | Sede             | Año  |
| -------------------------------- | ------------------------ | ---------------- | ---- |
| Liga de Naciones de la Concacaf  | México                   | Concacaf         | 2025 |
| Copa de Campeones de la CONCACAF | Club de Fútbol Cruz Azul | Ciudad de México | 2025 |
| Copa Oro de la Concacaf          | México                   | Estados Unidos   | 2025 |